# Янгуз-Нарат
Янгу́з-Нара́т (баш. Яңғыҙнарат) — деревня в Янаульском районе Башкортостана. Входит в Иткинеевский сельсовет.

## География
Расстояние до:
- районного центра (Янаул): 13 км,
- центра сельсовета (Иткинеево): 8 км,
- ближайшей ж/д станции (Янаул): 13 км.

## История
Деревня основана переселенцами из деревни Иткинеево примерно в 1860-х годах.
В 1896 году в деревне Байгузинской волости IV стана Бирского уезда Уфимской губернии при речке Аркаче — 34 двора, 199 жителей (104 мужчины, 95 женщин), действовала мечеть.
В 1920 году по официальным данным в деревне 59 дворов и 331 житель (140 мужчин, 191 женщина), по данным подворного подсчета — 361 башкир в 64 хозяйствах.
В 1926 году деревня относилась к Янауловской волости Бирского кантона Башкирской АССР.
В советское время действовала бригада колхоза им. Куйбышева, в 1930—78 годах работала начальная школа.
В 1982 году население — около 180 человек.
В 1989 году — 105 человек (39 мужчин, 66 женщин).
В 2002 году — 95 человек (47 мужчин, 48 женщин), башкиры (93 %).
В 2010 году — 94 человека (48 мужчин, 46 женщин).

## Население
| 2002 | 2009 | 2010 |
| ---- | ---- | ---- |
| 95   | ↗120 | ↘94  |

## Достопримечательности
В мае 2000 года открыт обелиск землякам — участникам Великой Отечественной войны.